# 山之內站 (京都府)

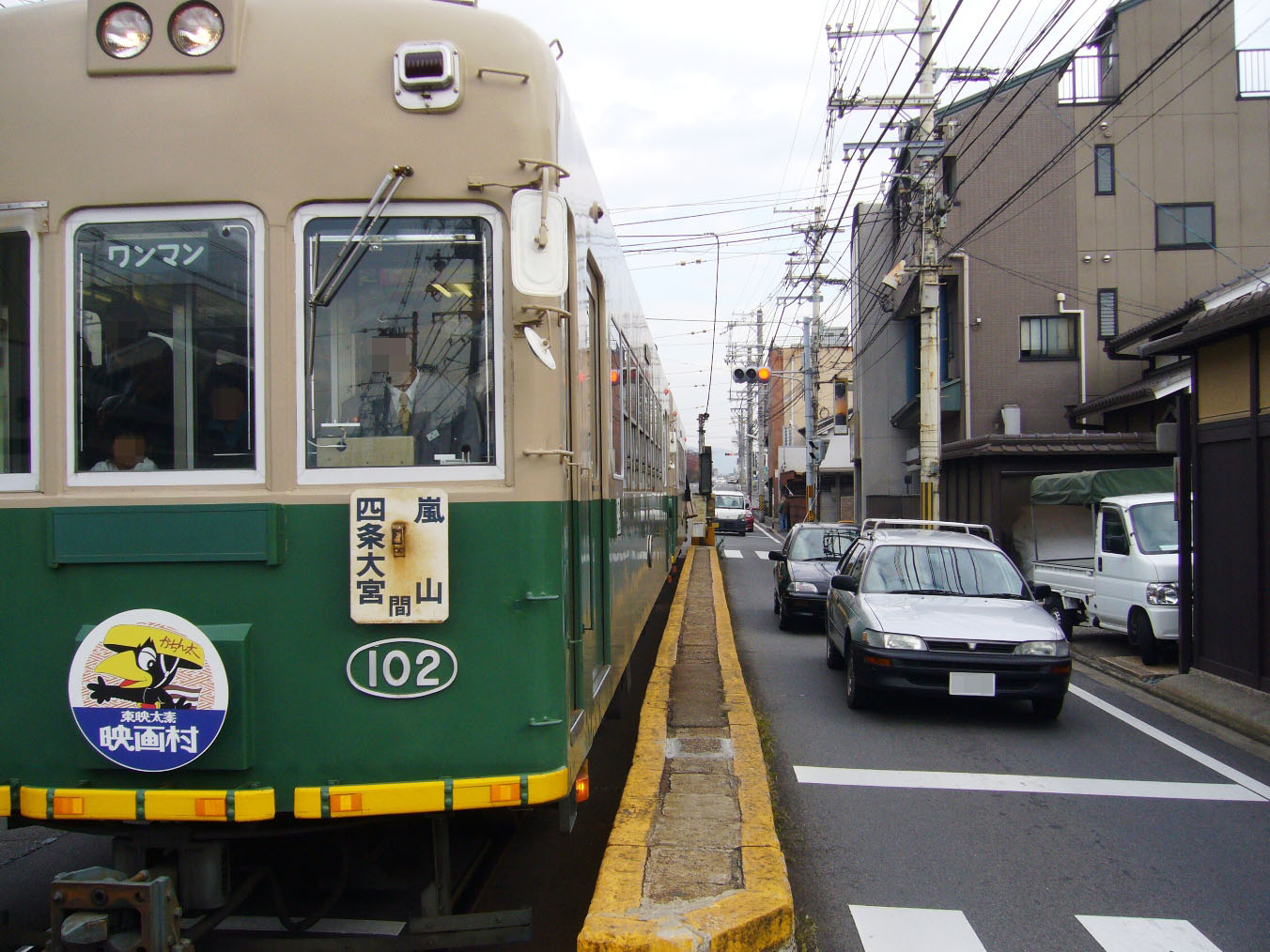
狹窄的安全島

山之內站（日语：／ Yamanouchi eki */?）位於京都府京都市右京區山之内宮前町，是京福電氣鐵道嵐山本線的停留場。車站編號為A4。

## 歷史
- 1910年（明治43年）3月25日 - 作為嵐山電車軌道的車站開業[1]。
- 1918年（大正7年）4月2日 - 由於公司合併，改由京都電燈經營的嵐山電鐵的車站[1]。
- 1942年（昭和17年）3月2日 - 由於路線繼承，成為京福電氣鐵道的車站[1]。

## 車站構造
側式月台2面2線的地面車站，擁有安全島，是京都府內唯一的路面電車停留場。安全島寬度約60cm，非常的狹窄。由於電車車廂並沒有階梯，安全島與車廂之間的落差較大。

### 月台配置
| 月台 | 路線     | 方向 | 目的地            |
| ---- | -------- | ---- | ----------------- |
| 1    | 嵐山本線 | 下行 | 往 帷子之辻、嵐山 |
| 2    | 嵐山本線 | 上行 | 往 西院、四條大宮 |

## 車站周邊
- 水子供養寺（念佛寺）[3]
- 山王神社
- 京都山之內郵局
- 西本願寺角坊（舊角坊別院）
- 中央佛教學院（淨土真宗本願寺派培養僧侶的專門學校）
- 三條通（京都府道112号二條停車場嵐山線）

## 相鄰車站
京福電氣鐵道
 嵐山本線
西大路三條（A3）－山之内（A4）－嵐電天神川（A5）

## 外部連結
- 山之內站 （页面存档备份，存于） - 京福電氣鐵道